# Học viện Quốc tế Kinh Tây Bắc Kinh
Học viện Quốc tế Kinh Tây Bắc Kinh (tên tiếng Anh: Western Academy Of Beijing; giản thể: 北京京西国际学校; phồn thể: 北京京西國際學校; bính âm: Běijīng Jīngxī Guójì Xuéxiào), hay còn gọi tắt là WAB, là một trường quốc tế nằm ở Bắc Kinh, Trung Quốc được thành lập vào năm 1994. Trường học này dành cho các lứa tuổi từ Mẫu giáo đến Cấp 3 hoặc là lớp 12. WAB dùng IB, PYP (IB Primary Years Program) tới cả lớp 10, và cả IB DP (IB Diploma Program) cho cả lớp 11 và 12. WAB được coi là trường Olympic Education Model vào năm Beijing 2008 Olympic Games. Một trong 500 trường ngang Trung Quốc được công nhận từ Beijing Oraganizing Committe for the Olympic Games là một trường Olympic Education Model, WAB là một trong số 120 trường được trao tặng là một trường ví dụ tuyệt vời.

## Cơ Sở
WAB có một Trường mẫu giáo trẻ thơ, tiểu học, trung học cơ sở và trung học. Trường có ba thư viện: thư viện Sabina Brady, Red Scroll, và Green Sky Studio. HUB có các môn thể thao, nghệ thuật và công nghệ trung tâm của các trường trung họ. Các tiện nghi khác bao gồm:
- 3 Nhà thi đấu
- 8 Nhà phụ thi đấu
- 1 Hồ bơi
- 1 Trung tâm thể dục
- 1 Sân chạy
- 1 Sân quần vợt
- 4 Trong nhà và ngoài trời sân bóng rổ
- 1 Leo núi Vertex
- 5 Rạp (Founder’s, Blu, OOB, Space, HS theater)
- 3 Thư viện
- 6 Phòng máy tính
- 40 Phòng thí nghiệm khoa học
- 2 Phòng nhiếp ảnh và phòng chỉnh sửa phim
- Âm nhạc, khiêu vũ và phim studios
- Phòng ghi âm
- Lớp học chuyên, chẳng hạn như ngôn ngữ, công nghệ, bếp học, nghệ thuật và hỗ trợ học tập
- Dinning courts, quán cà phê và phòng chờ (Lotus Lounge, Atrium, Gallery, Wild Ginger, Link)
- 2 Cửa hàng cung cấp đồng phục thể thao và đồ dùng học tập
- 5 Thang máy
- Bảng điểm lớn / màn hình
- WAB TV văn phòng tin tức
- 3 Bàn Trợ giúp của Apple ủy quyền
- Phòng tài sản
- WAB wild văn phòng
- 1 Sân bóng đá Full-length, với 3 sân nhỏ

WAB gần đây đã hoàn thành việc xây dựng một lĩnh vực FIFA chấp thuận mới với một sân chạy Track. Cũng được coi là một trong những  bóng bầu dục tốt nhất ở Trung Quốc. Nhà trường đã chỉ cải thiện các sân quần vợt và sân bóng rổ di chuyển.
WAB hiện cũng đang xây dựng một sân tennis mới rất tốt. WAB mới đây cũng đã gia hạn Nhà hát. 

## Kỹ Thuật
WAB cung cấp 1 môi trường máy tính xách tay 1:1 (cho các lớp từ 3-12) với truy cập không dây trên toàn trường. Học sinh lớp 6 và cấp ba được yêu cầu của nhà trường để sở hữu máy tính xách tay Apple của mình. Trường sử dụng một số hệ thống CNTT cho giáo dục, bao gồm cả  Moodle, Powerschool, và WordPress. Xây dựng mạng Drupal cho các trang tin tức công cộng và các thông tin cộng đồng, cũng như đời sống học đường thường xuyên mỗi ngày. 
Tiger Sports Network của trường trung học cũng cung cấp một live-stream Lưu trữ ngày 13 tháng 5 năm 2014 tại Wayback Machine cho toàn trường để xem các trận đấu thể thao của trường phổ thông đến trung học.

## WABX

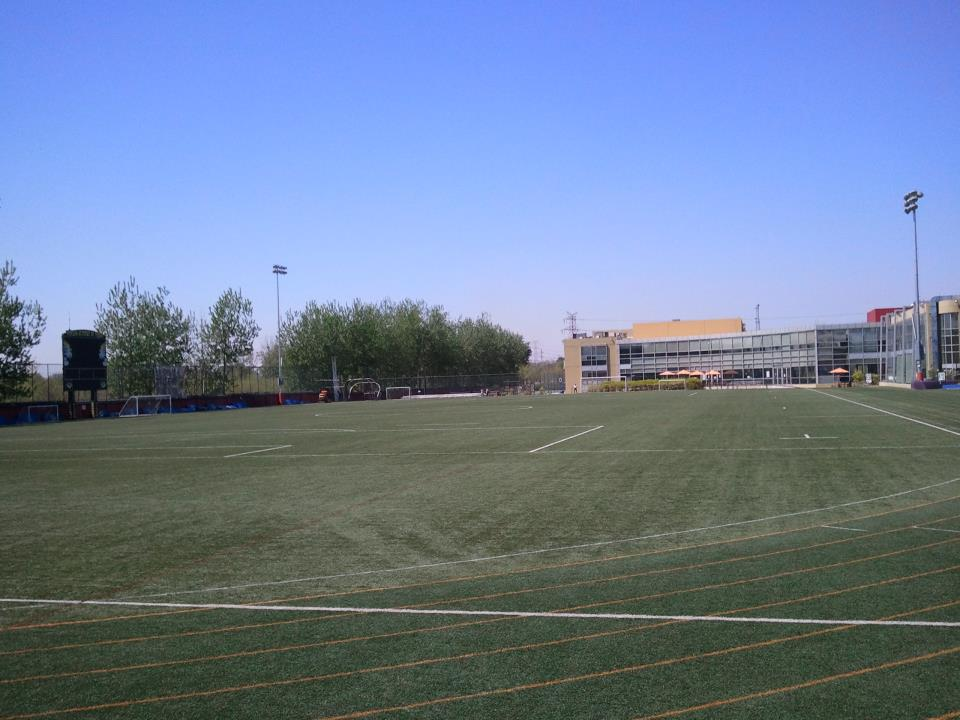
Western Academy Of Beijing's Tiger Field!

WABX là chương trình ngoại khóa của WAB, bao gồm các môn thể thao và các hoạt động khác nhau. WAB tham gia nhiều cuộc thi thể thao liên trường, bao gồm cả ACAMIS (Hiệp hội của Trung Quốc và Mông Cổ trường quốc tế,) Isac (Hiệp hội Quốc tế Các trường học ở Trung Quốc), EARCOS và APAC. Các thể thao bao gồm: bóng bầu dục, bóng đá (bóng đá), quần vợt, cầu lông, Cross Country, Track and Field, bóng chuyền, bóng rổ, bơi lội, bóng chày.

## Nghệ thuật
Âm nhạc bao gồm cả các ban nhạc và dàn nhạc, kịch và môn vẽ cũng được giảng dạy tại WAB.

## Đời Sống Học Sinh
Trường cũng có nhiều nhóm từ thiện tích cực tham gia các cộng đồng địa phương. Mỗi bộ phận (ES, MS và HS) có một nhóm học sinh, được gọi là "Hội học sinh" hoặc "Stu Co" tên viết tắt.
WAB cũng có nhiều câu lạc bộ ngoại khóa như là:
- Roots & Shoots
- Viết Lab
- Gay Straight Alliance
- Kịch nghệ
- Hội học sinh
- Yearbook
- Các ban nhạc
- Model United Nations (Mô hình Liên Hợp Quốc)

WAB cũng là một trong những trường quốc tế đầu tiên ở Bắc Kinh có một bài báo nửa và Niên giám điện tử nửa bắt đầu từ trung học cơ sở từ năm 2012 tới năm 2013.

## Accrediatation
WAB hơn nữa cũng được công nhận bởi nhiều hiệp hội, ví dụ như phân phối, NCCT, NEASC, ACAMIS và CIS. Hội đồng học  sinh trường trung học hiện nay cũng là công nhận vào tháng 11 năm 2013.